# Cahit Gök
Cahit Gök (Yayladere, 7 ottobre 1981) è un attore turco.

## Biografia
Nato nel 1981 nel distretto di Yayladere, in provincia di Bingöl (Turchia), Cahit Gök dopo aver completato l'istruzione primaria, secondaria e superiore a Istanbul, ha deciso di iscriversi presso la facoltà di economia dell'Università di Anadolu, dove al termine degli studi ha conseguito la laurea.
Nel 2008 ha fatto la sua prima apparizione sul grande schermo con il ruolo di Cemal nel film Fırtına diretto da Kazım Öz. Nel 2010 è stato scritturato per interpretare il ruolo di Kenan Birkan da giovane nella serie Ezel. Nel 2014 ha vestito i panni di Kadir Bozoğlu nella serie Urfalıyam Ezelden. Dal 2014 al 2017 ha ottenuto il ruolo di Volkan nella serie O Hayat Benim. Nel 2015 ha fatto parte del cast della serie Hatirla Gönül, nel ruolo di Hilmi e di Ayhan quello della serie Tutar mı Tutar. Nel 2017 ha vestito i panni di Mafya Cemal nel film Çalgı Çengi İkimiz diretto da Selçuk Aydemir. Nel 2017 e nel 2018 ha interpretato il ruolo di Cüneyt Koçak nella serie Siyah Beyaz Aşk. Nel 2018 ha preso parte allo spettacolo teatrale O Gece. Dal 2019 al 2021 è stato scelto per interpretare il ruolo di Fırat Demiralp / Aslanbey nella serie Hercai - Amore e vendetta (Hercai). Nel 2023 ha ottenuto il ruolo di Ali "Vefa" Türkoğlu nella serie La rosa della vendetta (Gülcemal) e quello di Cemal Paşa nel film Atatürk diretto da Mehmet Ada Öztekin.

## Filmografia

### Cinema
- Fırtına, regia di Kazım Öz (2008)
- Çıngıraklı Top, regia di M. Egemen Ertürk (2009)
- Çalgı Çengi, regia di Selçuk Aydemir (2010)
- Av Mevsimi, regia di Yavuz Turgul (2010)
- Mahmut İle Meryem, regia di Mehmet Ada Öztekin (2013)
- Kuzu, regia di Kutluğ Ataman (2014)
- Pek Yakında, regia di Cem Yılmaz (2014)
- Çalgı Çengi İkimiz, regia di Selçuk Aydemir (2017)
- Atatürk, regia di Mehmet Ada Öztekin (2023)

### Televisione
- Bir Bulut Olsam – serie TV, 29 episodi (Kanal D, 2009)
- Ezel – serie TV, 38 episodi (ATV, 2010)
- Kuzey Rüzgârı – serie TV (Show TV, 2011)
- Mavi Kelebekler – serie TV, 2 episodi (TRT 1, 2011-2012)
- Güzel Çirkin – serie TV, 13 episodi (Kanal D, 2013)
- Sevdaluk – serie TV (Show TV, 2013)
- Urfalıyam Ezelden – serie TV, 11 episodi (Star TV, 2014)
- O Hayat Benim – serie TV, 63 episodi (Fox, 2014-2017)
- Hatirla Gönül – serie TV, 12 episodi (Star TV, 2015)
- Tutar mı Tutar – serie TV, 4 episodi (Show TV, 2015)
- Siyah Beyaz Aşk – serie TV, 32 episodi (Kanal D, 2017-2018)
- Hercai - Amore e vendetta (Hercai) – serie TV, 69 episodi (ATV, 2019-2021)
- La rosa della vendetta (Gülcemal) – serie TV, 13 episodi (Fox, 2023)
- Yardımcı Oyuncu – serie TV, 1 episodio (tabii, 2023)

## Teatro
- O Gece (2018)

## Doppiatori italiani
Nelle versioni in italiano dei suoi film e delle sue serie TV, Cahit Gök è stato doppiato da:
- Fabio Gervasi[20] in Hercai - Amore e vendetta[21]
- Riccardo Scarafoni[22] ne La rosa della vendetta[23]

## Riconoscimenti
- International Ankara Film Festival
  - 2009: Vincitore come Giovane attore promettente per il film il film Fırtına[7]